# کوروفسکویه
شهر کوروفسکویه (به روسی: Куровское) در کشور روسیه و در اوبلاست مسکو واقع شده‌است.